# سوپر آس
سوپر آس ( L'As des as) یک فیلم کمدی اکشن فرانسوی-آلمانی محصول سال ۱۹۸۲ با بازی ژان-پل بلموندو و کارگردانی ژرار اوری است.